# Melitaea austrobscura
Melitaea austrobscura är en fjärilsart som beskrevs av Ruggero Verity 1950. Melitaea austrobscura ingår i släktet Melitaea och familjen praktfjärilar. Inga underarter finns listade i Catalogue of Life.